# Pseudomicrodochium suttonii
Pseudomicrodochium suttonii är en svampart som beskrevs av Ajello, A.A. Padhye & M. Payne 1980. Pseudomicrodochium suttonii ingår i släktet Pseudomicrodochium, ordningen köttkärnsvampar, klassen Sordariomycetes, divisionen sporsäcksvampar och riket svampar.   Inga underarter finns listade i Catalogue of Life.